# Quicksand – Im Traum kannst du nicht lügen
Quicksand – Im Traum kannst du nicht lügen (Originaltitel: Störst av allt) ist eine schwedische Miniserie aus dem Jahr 2019 nach dem Roman Im Traum kannst du nicht lügen von Malin Persson Giolito. Das sechsteilige Jugend-Kriminaldrama um einen Schulamoklauf wurde am 5. April 2019 weltweit auf Netflix veröffentlicht.

## Handlung
Die achtzehnjährige Maja ist die einzige ansprechbare Überlebende einer Schießerei im Klassenzimmer des Djursholm Gymnasiums, einer Stockholmer Eliteschule. Sie wird festgenommen und steht in dringendem Verdacht, an der Gewalttat beteiligt gewesen zu sein. Unter anderem werden ihre Fingerabdrücke auf einer der Tatwaffen gefunden.
Sie wird vernommen und in Rückblenden wird Majas Leben im Vorfeld der Tat offenbart: Siebzehnjährig verliebt sie sich in den wohlhabenden Mitschüler Sebastian, der sie mit auf Yachturlaub nimmt, den sie auf Partys begleitet und der sie mit Drogen in Kontakt bringt. Mehr und mehr verändert sich Maja unter Sebastians Einfluss und entfremdet sich von ihrer Familie und ihren Freunden. Schließlich ist es Sebastian, der den Mord an seinem Vater und seinen Mitschülern sowie seinen und Majas Suizid plant.

## Produktion und Veröffentlichung
Im Februar 2019 wurden die ersten beiden Episoden der Serie auf der Berlinale uraufgeführt.
Am 27. März 2019 wurde ein erster Trailer veröffentlicht und die Serie ab 5. April 2019 auf Netflix bereitgestellt.

## Besetzung und Synchronisation
Die deutsche Synchronisation entstand bei der Synchronfirma VSI Synchron nach dem Dialogbuch von Lioba Schmid und unter der Dialogregie von Zoë Beck.
| Rolle                          | Schauspieler        | Synchronsprecher       |
| ------------------------------ | ------------------- | ---------------------- |
| Maja Norberg                   | Hanna Ardéhn        | Victoria Frenz         |
| Sebastian Fagerman             | Felix Sandman       | Sebastian Kluckert     |
| Samir Said                     | William Spetz       | Dirk Petrick           |
| Amanda Steen                   | Ella Rappich        | Daniela Molina         |
| Peder Sander                   | David Dencik        | Alexander Doering      |
| Claes Fagerman                 | Reuben Sallmander   | Viktor Neumann         |
| Lena Pärsson                   | Maria Sundbom       | Jessica Walther-Gabory |
| Jeanette Nilsson               | Rebecka Hemse       | Sabine Walkenbach      |
| Lars-Gabriel Labbe Sager-Crona | Arvid Sand          | Amadeus Strobl         |
| Mimmi Steen                    | Helena af Sandeberg | Greta Galisch de Palma |
| Camilla Norberg                | Anna Björk          | Harriet Kracht         |

## Episodenliste
| Nr. | Deutscher Titel    | Originaltitel    | Regie                             | Drehbuch                                                |
| --- | ------------------ | ---------------- | --------------------------------- | ------------------------------------------------------- |
| 1 | Maja               | Maja             | Per-Olav Sørensen                 | Camilla Ahlgren & Malin Persson Giolito                 |
| Die Serie beginnt mit dem Blick auf ein Blutbad in einem Klassenzimmer und der Festnahme von Maria Norberg, meist nur Maja genannt, der einzig Ansprechbaren. Da sie keine schwerwiegenden Verletzungen aufweist, wird eine forensische Untersuchung an ihr durchgeführt, unter anderem Proben des Blutes an ihren Händen genommen. Ihr wird Mord, Mordversuch und Beihilfe zum Mord vorgeworfen. Sie wird direkt in isolierte Untersuchungshaft überführt; nicht einmal ihre Eltern dürfen sie besuchen. Majas Vater beauftragt einen Anwalt. Maja wird verhört und in der anschließenden Verhandlung wird beschlossen, dass sie weiterhin in Untersuchungshaft bleiben muss, da sie die Hauptverdächtige des Amoklaufes ist. Es werden immer wieder Rückblenden in die Vergangenheit eingespielt: Wie sie ihren Freund Sebastian kennen gelernt hat, wie sie statt im Urlaub weiter bei ihrer Familie zu bleiben die Ferien mit ihm verbringt und sich die beiden immer näher kommen. Die Folge endet mit einer erneuten Rückblende, wie sie zusammen mit Sebastian nach gegenseitigem Blickkontakt in das Klassenzimmer geht, die Türe schließt und Schüsse fallen. |                    |                  |                                   |                                                         |
| 2 | In Haft            | Förhöret         | Per-Olav Sørensen                 | Camilla Ahlgren & Veronica Zacco                        |
| Die Folge beginnt mit einer Rückblende, in der gezeigt wird, wie Maja während des Amoklaufes Sebastian erschießt. Nach einem erneuten Verhör sind weitere Rückblenden zu sehen. In diesen wird das Leben von Maja und Sebastian gezeigt: gemeinsame Partys, Drogenkonsum und Freunde. Maja und Sebastian sind sich immer mehr verbunden, so nimmt Sebastian die Schuld auf sich, als Maja ohne Führerschein mit dem BMW seines Vaters fährt und einen Unfall hat. Bei einem Besuch bei Majas Großvater bringt Sebastian sie dazu, bei der Jagd einen Hirsch zu erschießen, was ihr sichtlich gefällt. Im Verhör gibt sie zu, dass sie das Töten von Tieren bei der Jagd aufregend findet. Des Weiteren gesteht sie, Sebastian auf dessen Wunsch hin erschossen zu haben. Nach Vorlage von Bildern des getöteten Vaters von Sebastian und dem Vorwurf, sie habe Sebastian dazu gebracht, seinen Vater zu ermorden, erleidet Maja einen Zusammenbruch. |                    |                  |                                   |                                                         |
| 3 | Die Beerdigung     | Begravningen     | Per-Olav Sørensen & Lisa Farzaneh | Camilla Ahlgren & Alex Haridi                           |
| Gegenwart: Maja sitzt immer noch in Untersuchungshaft. Ihr Anwalt hat ihr ihren MP3-Player mitgebracht. An diesem Tag findet um 15 Uhr die Beerdigung von Majas bester Freundin Amanda statt. Zu diesem Zeitpunkt hört sich Maja Amandas Lieblingslied an und erleidet daraufhin einen Zusammenbruch. Maja ist komplett abgekapselt von der Außenwelt, selbst eine Uhr wird ihr verwehrt. Maja vertraut sich der Gefängniswärterin an und spricht mit ihr über Amanda. Maja wird von der Staatsanwältin erneut verhört und gesteht, dass sie versucht hat, Sebastian zu töten und die Waffe dabei versehentlich losgegangen sei. Die Staatsanwältin offenbart, dass es einen Überlebenden aus dem Klassenzimmer gibt. Dieser Augenzeuge behauptet, dass Maja gezielt auf Amanda geschossen habe. Rückblende: Amanda, Maja und Sebastian fahren über das Wochenende zu Amandas Freund und dessen Familie. Sebastian stellt Samir bloß, indem er aufdeckt, dass dessen Eltern keine – wie von Samir behauptet – Akademiker sind, und er lässt sich feindselig über Zuwanderer aus. Maja bemerkt, dass Sebastian immer mehr abrutscht. In einem Club nimmt er so viele Drogen, dass er durchdreht. Maja stellt den Drogendealer zur Rede. Hilfesuchend teilt Maja Amanda mit, dass sie nicht mehr weiß, ob sie in Sebastian verliebt ist. Sie wendet sich Samir zu. |                    |                  |                                   |                                                         |
| 4 | Die Rekonstruktion | Rekonstruktionen | Per-Olav Sørensen & Lisa Farzaneh | Camilla Ahlgren, Malin Persson Giolito & Alex Haridi    |
| Gegenwart: Maja soll bei einer Rekonstruktion des Tathergangs mitwirken, was sie zunächst ablehnt. Ihr Anwalt teilt ihr mit, dass die Staatsanwältin 14 Jahre Haft für sie fordert. Maja fragt sich, wo Doris ist. Sie hat diese Person erfunden, da sie mit niemandem reden darf und auch die Wärter mit ihr nicht über andere Gefangene reden dürfen. Nach Rücksprache mit ihrem Anwalt erklärt Maja sich bereit, bei der Rekonstruktion der Tat mitzuwirken, vor allem um für sich selbst herauszufinden, was passiert ist. Bei der Rückblende wird der komplette Ablauf der Tat nachgestellt. Maja erklärt, was passiert ist: Die Ankunft in der Schule mit Sebastian, die großen Taschen, der Gang ins Klassenzimmer, die Situation im Klassenzimmer, bis zu dem Punkt, wer auf wen geschossen hat. Ab diesem Moment fehlt ihr die Erinnerung. Rückblende: Sebastian fehlt in der Schule. Maja fragt, ob sie einen geschriebenen Test für Sebastian mitnehmen kann. Maja trifft sich in der Schule in einem Nebenraum mit Samir, um ihn zu küssen, danach sucht sie das Gespräch mit Sebastian, aber dieser schaltet jedes Mal den Mixer an, wenn Maja etwas sagen möchte. Sebastian fliegt nach Südafrika und möchte, dass Maja mitkommt, was sie ablehnt. Daraufhin trifft sich Maja mit Samir, während Sebastian wiederholt anruft. Das nervt Samir so sehr, dass er geht. Als Samir das Haus verlässt, läuft Maja ihm nach, und Amanda erwischt die beiden. Sie ist empört darüber, dass Maja ihrer Meinung nach Sebastian betrügt. Maja beendet ihre Beziehung zu Sebastian über Handy. Dieser gibt sich gleichgültig. Danach besucht Maja Samir bei ihm zu Hause, dem es offenbar peinlich ist, dass Maja die gewöhnlichen Verhältnisse sieht, in denen er lebt. Sie erzählt ihm, dass es mit Sebastian vorbei sei. Am Tag des Geburtstages von Majas kleiner Schwester Lina besucht Maja mit ihrer Familie ihren Großvater. Sie erfährt, dass Sebastian versucht hat, sich umzubringen und im Krankenhaus liegt. Schuldbewusst besucht sie ihn dort. |                    |                  |                                   |                                                         |
| 5 | Der Prozess        | Rättegången      | Per-Olav Sørensen                 | Camilla Ahlgren, Malin Persson Giolito & Veronica Zacco |
| Der Prozess beginnt und Maja macht ihre Aussage vor Gericht. Sie berichtet wie Sebastian sich ihr gegenüber verhalten hat. |                    |                  |                                   |                                                         |
| 6 | Die Zeugen         | Vittnena         | Per-Olav Sørensen                 | Camilla Ahlgren & Malin Persson Giolito                 |
| Die Hauptzeugen sind Samir, der die Schießerei schwer verletzt überlebt hat, und Amandas Mutter. Samir macht eine belastende Aussage, die Maja belastet. Majas Anwalt kann Samir davon überzeugen, dass er sich durch die Medien und seinen Vater zu sehr beeinflussen lassen hat. Er kann Samir dazu bewegen, seine Aussage zu ändern. Maja wird freigesprochen. |                    |                  |                                   |                                                         |
| Alle sechs Episoden wurden am 5. April 2019 weltweit auf Netflix veröffentlicht. |                    |                  |                                   |                                                         |

## Rezeption
TV Spielfilm lobte die Serie dafür, dass sie das „entsetzliche Thema“ „angemessen feinfühlig“ behandele und nannte sie ein „stark inszeniertes Tabuthema, trotz einiger Längen“.